# オオフサゴケ
オオフサゴケ（Rhytidiadelphus triquetrus）は、ハイゴケ目イワダレゴケ科の蘚類。

## 分布
日本、朝鮮、中国、ヒマラヤ、シベリア、北米、ヨーロッパに分布。

## 特徴
茎は非常に長く、5-15cm、時には20cmに達する。茎は赤く、不規則に分枝する。葉は広卵形で先は尖り、葉縁上部には鋭い鋸歯がある。中肋は2本で葉の中部に達し、葉の長さは4mmになる。葉身細胞の背面上端は針状に突き出す。朔は傾いて付き、非対称形、朔歯は2列。染色体数はn=5, 6。

## 類似種
同属のフサゴケやコフサゴケは、中肋が短く葉の中央まで達しない点や、葉身細胞が平滑である点などで区別できる。